# Список беспозвоночных, занесённых в Красную книгу Омской области
Основная статья по теме: Красная книга Омской области
Список содержит перечень беспозвоночных, которые в соответствии с Постановлением Правительства Омской области отнесены к категории редких и подлежащих особой охране и занесены в Красную книгу Омской области.
Перечень состоит из 70 видов.

## Тип моллюски

### Класс брюхоногие

#### Отряд Прудовикообразные
1. Прудовик плащеносный (Myxas glutinosa Muller, 1774) — 3[3]
2. Катушка береговая (Choanomphalus riparius Westerlund, 1865) — 3[4]
3. Катушка Россмесслера (Choanomphalus rossmaessleri Auerswald in Schmidt, 1851) — 3[5]

## Тип членистоногие

### Класс ракообразные

#### Отряд Десятиногие раки
1. Рак речной широкопалый (Astacus astacus Linnaeus, 1758) — 3[6]
2. Рак речной узкопалый (Astacus leptodactylus Eschscholtz, 1823) — 5[7]

### Класс насекомые

#### Отряд Богомоловые
1. Богомол испещренный (Iris polystictica Fischer de Waldheim, 1846) — 2[8]

#### Отряд Прямокрылые
1. Дыбка степная (Saga pedo Pallas, 1771) — 1[9]
2. Скачок морщинистый (Montana striata Kittary, 1849) — 4[10]

#### Отряд Жесткокрылые
1. Красотел пахучий (Calosoma sycophanta Linnaeus, 1758) — 3[11]
2. Усач Келера (Purpuricenus kaehleri Linnaeus, 1758) — 3[12]

#### Отряд Чешуекрылые
1. Медведица Киндерманна (Sibirarctia kindermanni Staudinger, 1867)
2. Хвостатка (голубянка) Фривальдского (Ahlbergia frivaldszkyi Kindermann in Lederer, 1853)
3. Зорька (белянка) Эвфема (Zegris eupheme Esper, 1782)
4. Аполлон (Parnassius apollo Linnaeus, 1758)
5. Подалирий (Iphiclides podalirius Linnaeus, 1758)
6. Павлиний глаз ночной малый (Eudia pavonia Linnaeus, 1761)
7. Переливница большая (Apatura iris Linnaeus, 1758)
8. Переливница Метида (Apatura metis Freyer, 1829)
9. Тонкопряд вересковый (Phymatopus hecta Linnaeus, 1758)
10. Древоточец точило полынный (Paracossulus thrips Hubner, 1818)
11. Эпиплема (эверсманния) украшенная (Eversmannia exornata Eversmann, 1837)
12. Пяденица Дьяконова (Phigalia djakonovi Moltrecht, 1933)
13. Прозерпина (Proserpinus proserpina Pallas, 1772)
14. Бражник облепиховый (Hyles hippophaes Esper, 1793)
15. Медведица пустынная (Watsonarctia deserta Bartel, 1902)
16. Бражник Титий, шмелевидка скабиозовая (Hemaris tityus Linnaeus, 1758)
17. Стрельчатка большая (Acronicta major Bremer, 1861)
18. Капюшонница великолепная (Cucullia magnifica Freyer, 1839)
19. Совка лиственная серо-бурая, ипиморфа растертая (Ipimorpha contusa Freyer, 1849)
20. Медведица пятнистая (Chelis maculosa Gerning, 1780)
21. Медведица даурская (Chelis dahurica Boisduval, 1834)
22. Медведица царская (Epatolmis caesarea Goeze, 1781)
23. Лжепестрянка транскаспийская (Syntomis transcaspica Obraztsov, 1941)
24. Червонец голубоватый, многоглазка голубоватая (Lycaena helle Denis et Schiffermuller, 1775)
25. Голубянка Осирис (Cupido osiris Meigen, 1829)
26. Голубянка Орион (Scolitantides orion Pallas, 1771)
27. Голубянка Викрама, голубяночка чернолинейная (Pseudophilotes vicrama Moore, 1865)
28. Голубянка синяя (Plebejus cyane Eversmann, 1837)
29. Голубянка поволжская (Plebejus pylaon Fischer de Waldheim, 1832)
30. Перламутровка ангарская (Clossiana angarensis Erschoff, 1870)
31. Перламутровка Фрейя (Clossiana freja Thunberg, 1791)
32. Перламутровка таежная (Clossiana thore Hubner, 1803)
33. Перламутровка болотная (Boloria aquilonaris Stichel, 1908)
34. Перламутровка зеленоватая (Argyronome laodice Pallas, 1771)
35. Энеис болотная (Oeneis jutta Hubner, 1806)
36. Сенница Амариллис (Coenonympha amaryllis Stoll, 1782)

#### Отряд перепончатокрылые
1. Оса Палласа (Onychopterocheilus pallasii Klug, 1805) — 3[13]
2. Шмель армянский (Bombus armeniacus Radoszkowski, 1877) — 3[14]
3. Шмель Зихеля (Bombus sichelii Radoszkowski, 1859) — 3[15]
4. Шмель малый каменный (Bombus ruderarius Muller, 1776) — 3[16]
5. Шмель моховой (Bombus muscorum Linnaeus, 1758) — 3[17]
6. Шмель необыкновенный (Bombus confuses Schenck, 1859) — 3[18]
7. Шмель окаймленный (Bombus patagiatus Nulander, 1848) — 2[19]
8. Шмель пятнистоспинный (Bombus maculidorsis Scorikov, 1922) — 3[20]
9. Шмель родственный (Bombus consobrinus Dahlbom, 1832) — 2[21]
10. Шмель семеновский (Bombus semenoviellus Skorikov, 1910) — 3[22]
11. Шмель скромный (Bombus modestus Eversmann, 1852) — 3[23]
12. Шмель степной (Bombus fragrans Pallas,1771) — 2[24]
13. Шмель-кукушка лесной (Psithyrus sylvestris Lepeletier, 1832) — 3[25]
14. Андрена аккуратная (Andrena comta Eversmann, 1852) — 2[26]
15. Андрена желтоногая (Andrena flavipes Panzer, 1799) — 4[27]
16. Андрена золотистая (Andrena chrysosceles Kirby, 1802) — 3[28]
17. Андрена угольная (Andrena carbonaria Linnaeus, 1758) — 3[29]
18. Андрена французская (Andrena gallica Schmiedeknecht, 1883) — 3[30]
19. Андрена Уилка (Andrena wilkella Kirby, 1802) — 3[31]
20. Андрена черноватая (Andrena atrata Friese, 1887) — 2[32]
21. Андрена шиповниковая (Andrena rosae Panzer, 1801) — 3[33]
22. Андрена широкогубая (Andrena labialis Kirby, 1802) — 3[34]
23. Мелиттурга булавоусая (Melitturga clavicornis Latreille, 1806) — 2[35]

#### Отряд двукрылые
1. Гигантский ктырь (Satanas gigas Eversmann, 1855) — 2[36]